# FC Tatran Devín
FC Tatran Devín (celým názvem: Futbalový club Tatran Devín) byl slovenský fotbalový klub, který sídlil v bratislavské městské části Devín.
Založen byl v roce 1932 pod názvem ŠK Devín. Nejúspěšnější léta prožíval v letech 1995 – 1997, kdy hrál druhou nejvyšší fotbalovou soutěž na Slovensku. Tatran měl ovšem už v té době velmi zastaralé zázemí Devínského stadionu. Částečně i kvůli těmto nevýhodám oproti ostatním druholigovým klubům byl v roce 1997 sloučen s větším bratislavským celkem ŠKP Bratislava do FC ŠKP Devín.
Nejznámějším odchovancem klubu je bývalý československý a poté i slovenský reprezentant Ondrej Krištofík.

## Historické názvy
Zdroj: 
- 1932 – ŠK Devín (Športový klub Devín)
- 1948 – TJ Slávia Devín (Telovýchovná jednota Slávia Devín)
- TJ Sokol Devín (Telovýchovná jednota Sokol Devín)
- TJ Tatran Devín (Telovýchovná jednota Tatran Devín)
- FC Tatran Devín (Futbalový club Tatran Devín)
- 1997 – fúze s ŠKP Bratislava ⇒ zánik

## Umístění v jednotlivých sezonách
Stručný přehled
Zdroj: 
- 1976–1977: I. B trieda BFZ
- 1977–1978: I. A trieda BFZ – sk. B
- 1984–1985: I. trieda BFZ
- 1985–1987: Divize – sk. Západ (Bratislava "A")
- 1987–1993: Divize – sk. Bratislava
- 1993–1994: 3. liga – sk. Západ
- 1994–1995: 3. liga – sk. Bratislava
- 1995–1997: 2. liga

Jednotlivé ročníky
Zdroj: 
Legenda: Z – zápasy, V – výhry, R – remízy, P – porážky, VG – vstřelené góly, OG – obdržené góly, +/- – rozdíl skóre, B – body, červené podbarvení – sestup, zelené podbarvení – postup, fialové podbarvení – reorganizace, změna skupiny či soutěže
| Československo (1976 – 1993) |                                     |        |    |    |    |    |    |    |     |    |        |
| Sezóny                       | Liga                                | Úroveň | Z  | V  | R  | P  | VG | OG | +/- | B  | Pozice |
| 1976/77                      | I. B trieda BFZ                     | 7      | 24 | 9  | 5  | 10 | 50 | 44 | +6  | 23 | 8.     |
| 1977/78                      | I. A trieda BFZ – sk. B             | 5      | 26 | 7  | 9  | 10 | 37 | 40 | -3  | 23 | 10.    |
| …                            |                                     |        |    |    |    |    |    |    |     |    |        |
| 1984/85                      | I. trieda BFZ                       | 5      | …  | …  | …  | …  | …  | …  | …   | …  |        |
| 1985/86                      | Divize – sk. Západ (Bratislava "A") | 4      | 26 | 15 | 6  | 5  | 56 | 24 | +32 | 36 | 4.     |
| 1986/87                      | Divize – sk. Západ (Bratislava "A") | 4      | 26 | 14 | 6  | 6  | 44 | 24 | +20 | 34 | 3.     |
| 1987/88                      | Divize – sk. Bratislava             | 4      | 26 | 17 | 6  | 3  | 61 | 24 | +37 | 40 | 2.     |
| 1988/89                      | Divize – sk. Bratislava             | 4      | 26 | 16 | 7  | 3  | 73 | 23 | +50 | 39 | 2.     |
| 1989/90                      | Divize – sk. Bratislava             | 4      | 26 | 16 | 5  | 5  | 43 | 21 | +22 | 37 | 2.     |
| 1990/91                      | Divize – sk. Bratislava             | 4      | …  | …  | …  | …  | …  | …  | …   | …  |        |
| 1991/92                      | Divize – sk. Bratislava             | 4      | 26 | 16 | 5  | 5  | 46 | 22 | +24 | 37 | 2.     |
| 1992/93                      | Divize – sk. Bratislava             | 4      | 30 | 23 | 4  | 3  | 96 | 20 | +76 | 50 | 2.     |
| Slovensko (1993 – 1997)      |                                     |        |    |    |    |    |    |    |     |    |        |
| Sezóny                       | Liga                                | Úroveň | Z  | V  | R  | P  | VG | OG | +/- | B  | Pozice |
| 1993/94                      | 3. liga – sk. Západ                 | 3      | 30 | 10 | 10 | 10 | 24 | 30 | -6  | 30 | 8.     |
| 1994/95                      | 3. liga – sk. Bratislava            | 3      | 28 | 21 | 5  | 2  | 59 | 21 | +38 | 68 | 1.     |
| 1995/96                      | 2. liga                             | 2      | 30 | 11 | 6  | 13 | 38 | 48 | -10 | 39 | 8.     |
| 1996/97                      | 2. liga                             | 2      | 34 | 21 | 7  | 6  | 67 | 30 | +37 | 70 | 3.     |